# Sväkregölen (Eringsboda socken, Blekinge)
Sväkregölen är en sjö i Ronneby kommun i Blekinge och ingår i Nättrabyån-Ronnebyåns kustområde. Sjön är 2,8 meter djup, har en yta på 0,008 kvadratkilometer och befinner sig 109 meter över havet.